# Hochschule für Musik Franz Liszt Weimar
La Hochschule für Musik Franz Liszt Weimar est une école supérieure de musique, établissement universitaire d'État à Weimar en Thuringe.

## Historique
Après avoir été Kapellmeister (maître de chapelle) du grand-duc de Weimar de 1842 à 1861, Franz Liszt revient à partir de 1866 dans la capitale du grand-duché et y séjourne plusieurs mois chaque année jusqu'à sa mort, y donnant des classes de maître.
Exerçant une grande influence dans la vie musicale de Weimar, il préconise la création d'une école pour former les instrumentistes. L'école est fondée en 1872 par Carl Müllerhartung (précédemment maître de chapelle à Eisenach), soutenu par Liszt qui l'avait fait venir à Weimar en 1864.
En 1902, l'école de musique devient École de musique du grand-duché puis en 1919 École d'État, marquant son institutionnalisation. Le violoncelliste Walter Schulz la dirige de 1945 à 1948. Elle est également dotée d'une des anciennes résidences grand-ducales qui sera l'un des principaux bâtiments qu'elle occupe toujours encore.

## Principaux bâtiments de l'école

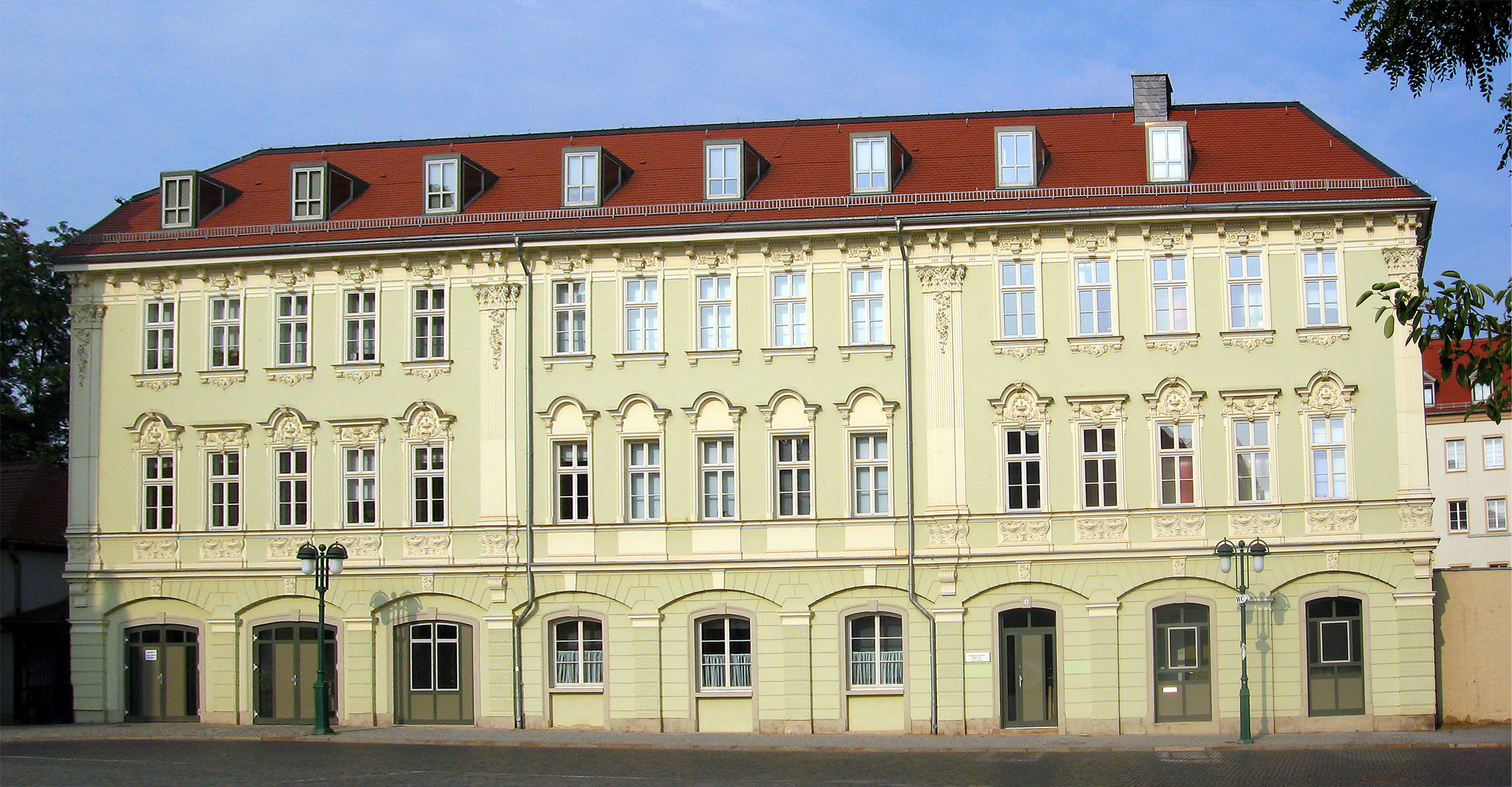
Rößlersche Haus, bâtiment regroupant les services administratifs de l'école
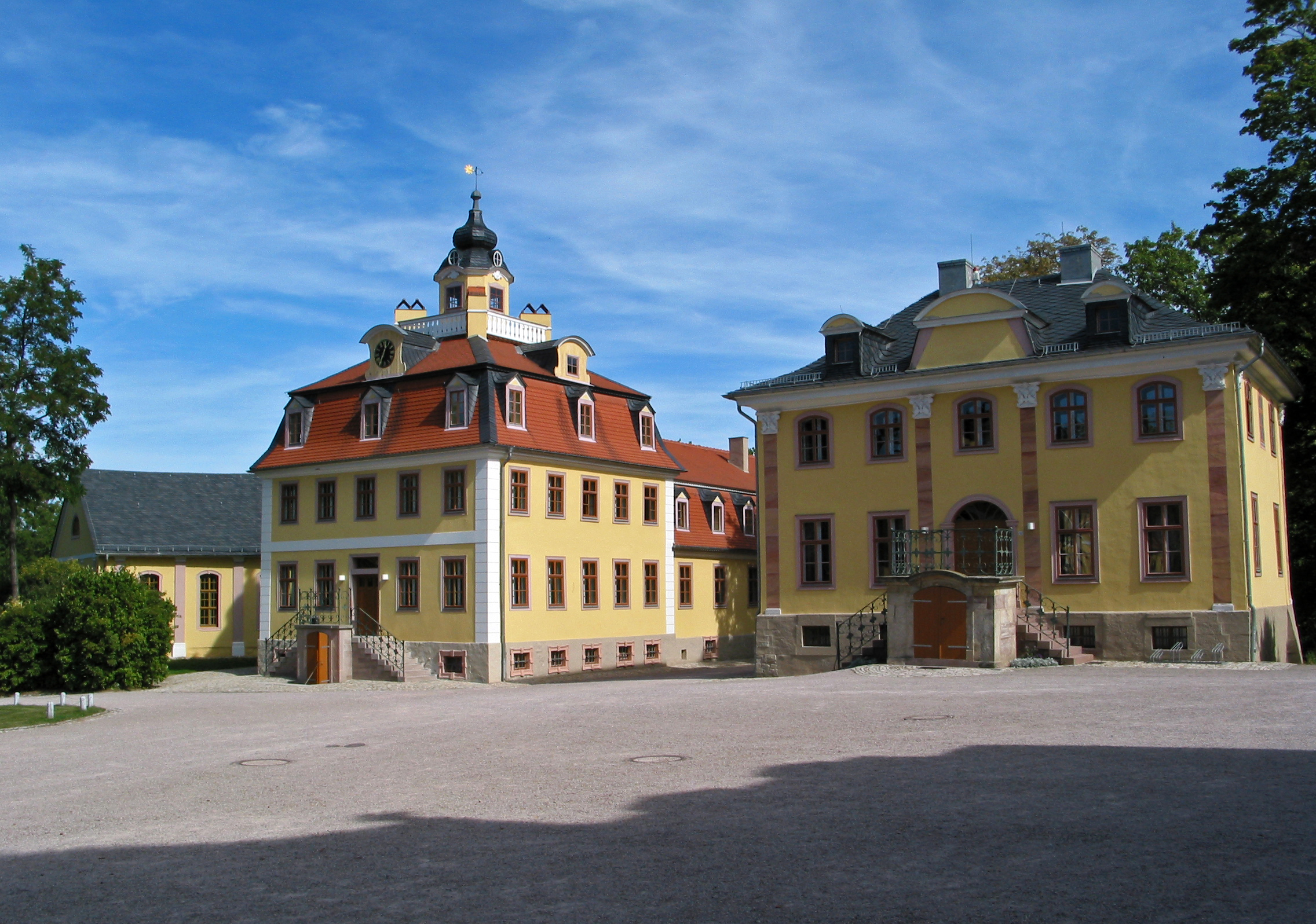
Kavaliershaüser au château Belvedere où sont regroupés trois instituts: guitare, chant et musique de théâtre
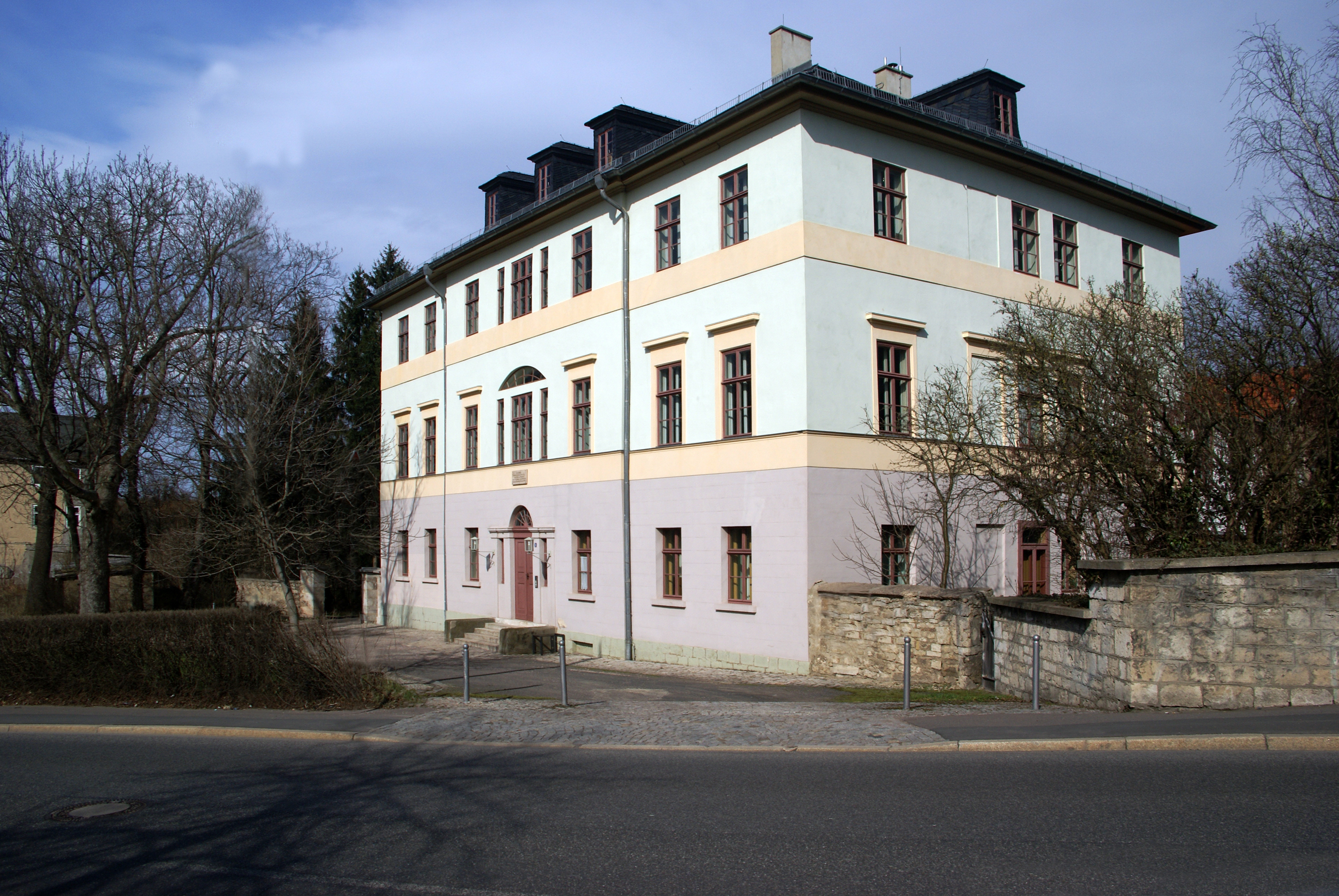
L'Altenburg, ancienne demeure de Liszt de 1848 à 1861, aujourd'hui occupée par plusieurs départements de l'école (musiques judaïques, jazz)
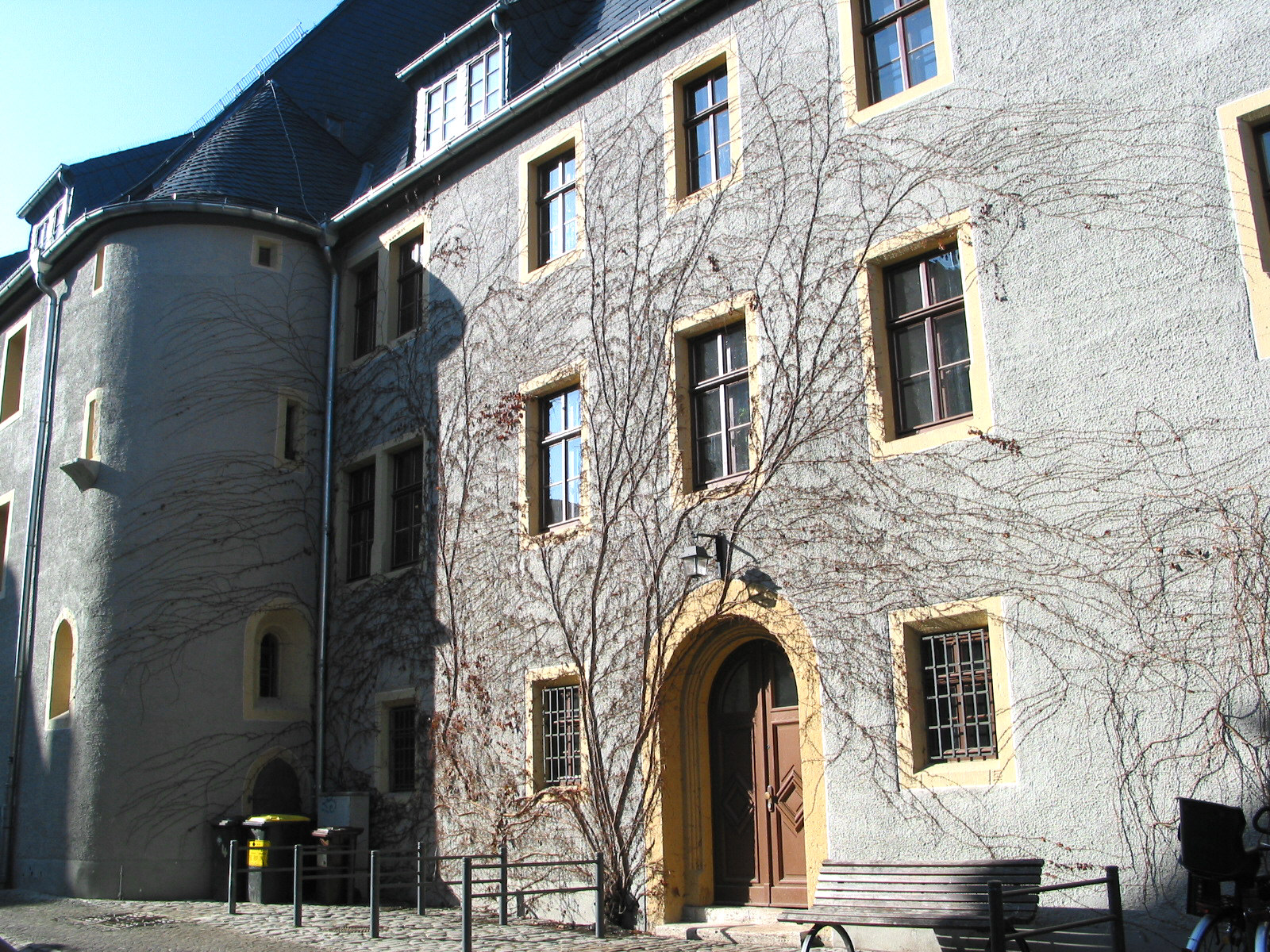
Ancien monastère des Franciscains[4]. Aujourd'hui il regroupe les formations à la musique religieuse.

## Évènements organisés par l'école
Depuis 1959, la HfM Franz Liszt organise chaque été des classes de maître internationales (Weimarer Meisterkurse).
Elle organise depuis 2005 le Concours international de piano Franz-Liszt pour jeunes pianistes.

## Professeurs
L'école compte 72 professeurs permanents en 2019. De nombreux pédagogues de la musique réputés en Allemagne y ont enseigné, parmi lesquels:
- Waldemar von Bausznern, (recteur 1908–1916)
- Richard Wetz, histoire de la musique, composition (1916-1935)
- Erhard Mauersberger direction de chœur (1932–1961)
- Hermann Abendroth, direction d'orchestre (1945-1956)
- Hans Pischner, piano, théorie, histoire de la musique (1946–1950)
- Ottmar Gerster, composition (recteur 1948–1951)
- Dorothee Mields, chant[5]